# Фосберг, Фридрих-Август
Фридрих-Август Фосберг (нем. Friedrich August Vossberg (Voβberg), 31 октября 1800, Стшельно — 26 января 1870) — немецкий банковский служащий, коллекционер монет и печатей, нумизмат, историк и источниковед.

## Биография
Родился в Стшельно, в Восточной Пруссии. Учился в начальной школе в Иноврацлаве, затем в гимназии в Мариенвердере. В 1815—1818 годах служил в артиллерии. С 1823 года работал регистратором, в 1826 году переведён в берлинское управление Главного банка Пруссии.
В 1841 году опубликовал свой первый труд по нумизматике — «Munzen und Siegel der preußischen Stadte Danzig, Elbing, Thorn, so wie der Herzoge von Pomerellen im Mittelalter».
Награждён орденом Дома Гогенцоллернов, орденом Короны и Золотой медалью искусства и науки.

## Избранная библиография
- Geschichte der preuβischen Münzen und Siegel bis zum Ende der Herrschaft des Deutschen Ordens. — Berlin, 1843;
- Siegel des Mittelalters von Polen, Lithauen, Schlesien, Pommern und Preuβen. Ein Beitrag zur Förderung diplomatischer, genealogischer, numismatischer und kunstgeschichteicher Studien über ursprünglich slavische Theile der Preuβischen Monarchie. — Berlin, 1854;
- Caspar Weinreich's Danziger Chronik. Herausgegeben und erläutert von Theodor Hirsch und F.A. Vossberg. — Berlin, 1855;
- Glogauer Münzen des Mittelalters. — Berlin, 1862;
- Wappenbuch der Städte des Groβherzogtums Posen. — Berlin, 1866;
- Die Siegel der Mark Brandenburg. 2 Bde. — Berlin, 1868/87.